# Euproserpinus euterpe
Euproserpinus euterpe är en fjärilsart som beskrevs av Edwards 1888. Euproserpinus euterpe ingår i släktet Euproserpinus och familjen svärmare. Inga underarter finns listade i Catalogue of Life.